# Auraptène
L'auraptène est un éther coumarinique monoterpénique naturel présent dans le flavedo de nombreux agrumes. Il est la géranyloxycoumarine la plus abondante présente dans la nature.

## Histoire
En 1930, Nihon Kagakkai découvre sa présence dans la peau d'orange douce (Citrus sinensis). En 1939, H. Böhme écrit dans les archives de pharmacie (Le spectre d'absorption ultra-violet des essences d'écorce d'orange) « L'examen des spectres révèle la présence probable d'auraptène dans les essences d'écorce d'orange douce et amère »,. Il est purifié et décrit la même année.
Ses propriétés anti-cancer, comme de nombreuses coumarines, sont mises en évidence à la fin du XXe siècle, alors qu'on montre sa présence dans différents agrumes,,.
Ogawa et al. (2000) le trouve dans la peau de 77 espèces d'agrumes. Le citron d'Ichang (C. wilsonii avec 0,52 mg/g), Henka mikan (C. pseudo-aurantium avec 0,23 mg/g) et hassaku (C. hassaku avec 0,14 mg/g) contiennent de grandes quantités d'auraptène. Le kumquat sauvage de Hong Kong (F. hindsii) est le plus riche du genre Fortunella. Tous les hybrides de Poncirus trifoliata en sont riches. Takahashi (2002) confirme la teneur en auraptène de hassaku et de natsu-daïdaï avec 0,2 g/kg de peau (2002), il prédit un possible avenir des extraits de ces deux fruits comme complément alimentaire.
En 2016, Mitsuo Omura et Takehiko Shimadala écrivent: « Les recherches sur les mécanismes impliqués dans le métabolisme des monoterpènes, limonoïdes, flavonoïdes et caroténoïdes ont avancé, et le développement de marqueurs ADN est en cours dans le cadre de la pratique de sélection en cible de la β-cryptoxanthine, de l'auraptène et de la nobilétine ».
Ces travaux ont permis les avancées de la recherche actuelle.

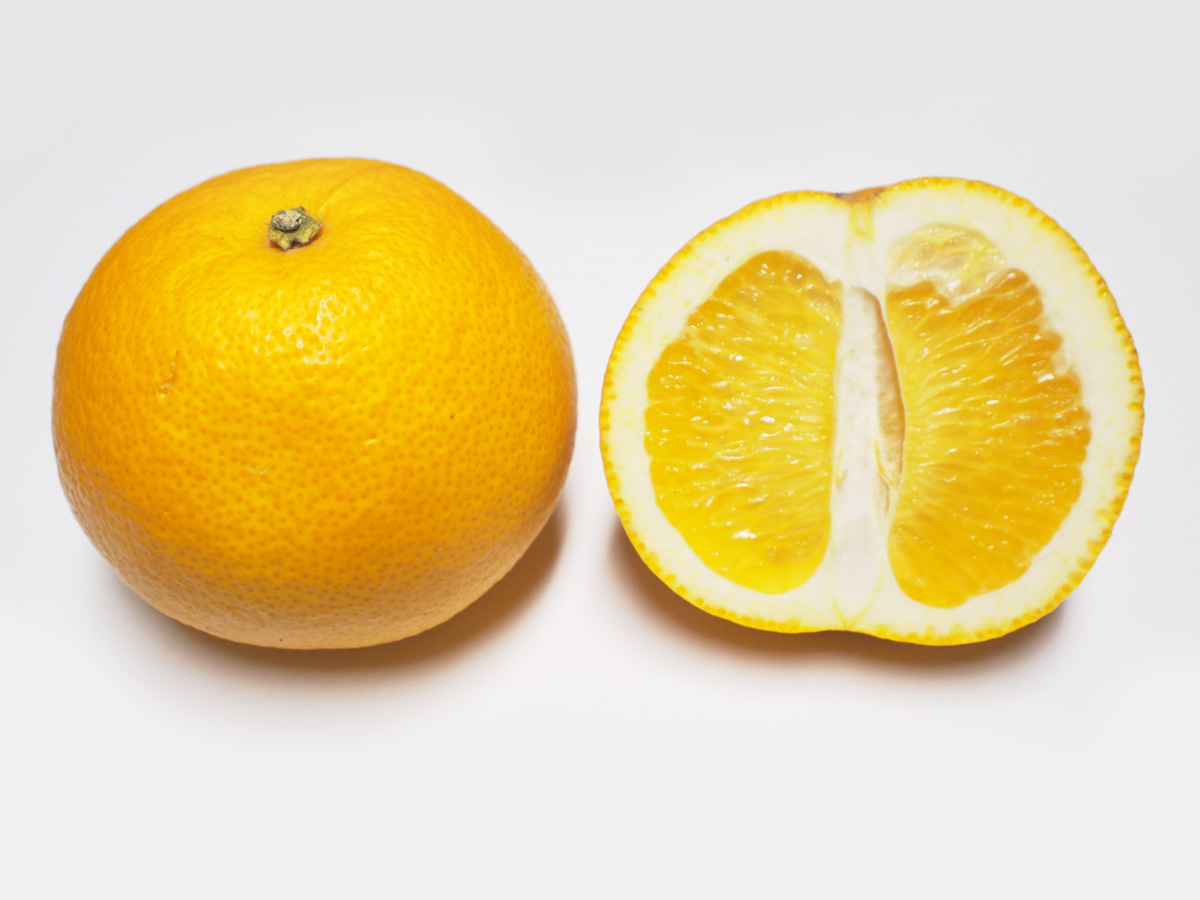
Hassaku.

## État actuel de la recherche
L'auraptène est présent chez les agrumes, chez certaines Apiacées (Ferula assa-foetida, Ferula szowitziana) et dans les graines de grenade (Punica granatum L.). Ses propriétés pharmacologiques reconnues (modèle murin et in vitro) sont d'être un préventifs du cancer, un antibactérien, un antifongique, il est anti-inflammatoire, neuroprotecteur et antioxydant. Sa co-administration avec des radiations ionisantes a été expérimentée in vitro favorablement sur des cellules de cancer du colon (2019).
En août 2021, quinze publications académiques sont consacrées à l'auraptène contre treize en 2020, de même la présence du terme se maintient à un niveau élevé depuis quinze ans. La recherche pour la mise au point de compléments alimentaires est active.
Zahra Tayarani-Najaran et al. ont détaillé les propriétés anticancéreuses connues in vivo et in vitro (2021) sur les cancers du sein, colorectal, de l'estomac, du foie, de la prostate, de la peau, des ovaires, de l'œsophage, de l'intestin, leucémie,,.
Les capacités antioxydantes sont également connues: effets neuroprotecteurs (améliore la mémoire dans un modèle murin de la maladie d'Alzheimer (2020) et dans la maladie de Parkingson (2019)),. C'est lors de la relation des travaux italiens sur la mémoire que l'existence de l'auraptène a été révélée au grand public (2021). Au Japon, l'action favorable de l'auroptène extrait d'hassaku sur les muscles squelettiques et le métabolisme a été démontré chez la souris (2021) ainsi qu'un effet antihypertenseur,. En Inde, c'est l'action antidiabétique qui a été identifiée et décrite (2021).
La production de compléments alimentaires contenant de l'auraptène (zeste de citron enrichi en auraptène) a donné lieu à une recherche aboutie en Italie (2021). De même la production de molécules de synthèse à base d'auroptène (agoniste du récepteur farnésoïde X (FXR)) progresse rapidement (2021).